# Favorite (1810)
Pour les articles homonymes, voir Favorite.
La Favorite est un navire de guerre français en service de 1810 à 1811.
C'est une frégate de 44 canons de la classe Pallas équipée à l'économie dans les ports italiens : elle ne reçoit finalement que 40 canons. Elle est détruite lors de la bataille de Lissa le 13 mars 1811.

## Construction
Le royaume d'Italie se lance tardivement dans la construction de navires. La Favorita est mise sur cale à Venise en décembre 1806 selon les plans de l'architecte naval français Jacques-Noël Sané (1740-1831). C'est une frégate de la classe Pallas (en) prévue pour 44 canons. Lancée le 4 octobre 1808, elle tarde à recevoir son armement. 
Les navires de la Royal Navy devenant de plus en plus menaçants au large des côtes italiennes, l'Empire français presse alors le vice-roi d'Italie, Eugène de Beauharnais, pour qu'il relance la construction d'une flotte destinée à protéger l'Adriatique. La marine impériale française prend également des dispositions en ce sens et s'apprête à récupérer les frégates italiennes non armées pour son compte. Les Français parviennent à échanger la frégate Favorita contre trois bricks en avril 1810 : la frégate, renommé Favorite, est armée de 40 canons en juin 1810 et devient opérationnelle.

## Fin de laFavorite
Le capitaine de vaisseau Bernard Dubourdieu, nommé au commandement de la flotte franco-italienne en Adriatique, lance une grande opération contre l'île de Lissa sur la côte dalmate le 13 mars 1811. Quatre frégates, deux corvettes et divers petits navires italiens qui s'étaient regroupés préalablement à Ancône se heurtent alors à la division navale du commodore William Hoste qui protège l'île. La bataille de Lissa va rapidement tourner au désavantage des Français : la frégate Favorite (navire amiral de Dubourdieu), très en tête, est vivement canonnée par les navires anglais. Au dernier moment, alors qu'elle s'apprête à donner l'abordage à l'HMS Amphion, son pont est balayé par un tir à bout portant des caronades anglaises. Ce tir à boîte à mitraille cause de nombreux morts et blessés, dont le capitaine de vaisseau Dubourdieu qui est au nombre des tués. Le commandant en titre du navire, le capitaine de frégate Antoine François Xavier de la Mare de Lamellerie, est mortellement blessé peu après, ne laissant que deux officiers valides sur la frégate : le colonel Gifflenga (qui devait prendre le commandement de la garnison de Lissa une fois l'opération terminée) et l'enseigne de vaisseau de deuxième classe Villeneuve.
Désemparée, la Favorite abandonne toute idée d'abordage et s'en va s'échouer sur l'île de Lissa, où les survivants mettent le feu à la frégate pour qu'elle ne tombe pas entre les mains des Anglais. Une centaine d'hommes, sous le commandement du colonel Gifflenga, prend le parti de s'emparer d'un navire à quai dans Port Saint Georges. Ils parviendront à quitter l'île et à rejoindre Lesina.

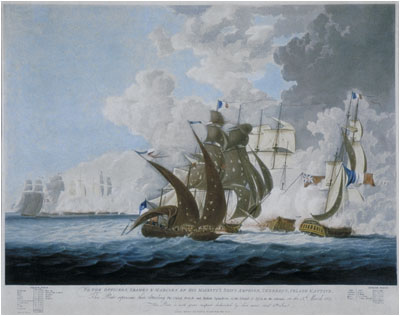
La Bataille de Lissa, 13 mars 1811 Lithographie de Henri Merke selon une œuvre de George Webster, réalisée en 1812.
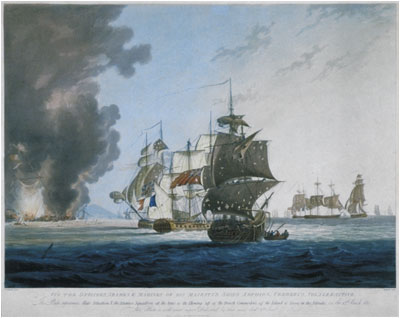
Alors que la bataille fait rage à Lissa, au fond, la Favorite est échouée et incendiée par son équipage.
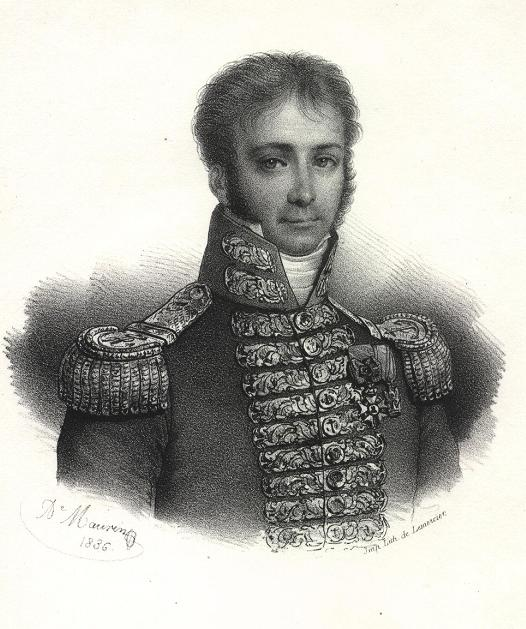
Le capitaine de vaisseau Bernard Dubourdieu, qui périra à bord de la Favorite.